# 广州市消防局旧址
广州市消防局旧址，现门牌文明路49号，原民国广州市中央消防总所，1924年由广州近代建筑之父查尔斯•伯捷（Charles Souders Paget）设计，由于经费不敷，工程拖了4年，直到1927年才落成，耗款八万余元。
总署大楼参照当时英国消防楼设计筹建，为西方古典柱式构造建筑，下层为泵水房，停放泵水消防车，旁边建有马房，后院还特别挖有一个用来灌水的鱼塘。大楼的顶层是一个阁楼式瞭望岗。瞭望员站在瞭望岗，可以清楚地鸟瞰广州全景，一旦观察到火情，就会拉铃示警，并通过竹筒向下面的人通报火灾地点。新建的消防局瞭望台高29.52米，一度是广州市最高的建筑之一。
消防队在陈墨香任广州消防总署署长期间由国外引进了多种先进的消防设备，如机动救火机、运输车、救护车等，其中有从德国购进首批“奔驰”灭火车，广州第一艘消防船“景华舰”也出现在这一时期，舰上配有45支水炮，停靠在海珠桥脚的珠江河畔。
截至1949年，广州消防建有7个消防队，总人数达到99人，消防车保有量为3台。除了在装备上的发展，当时广州制定的《救护火警规则》和《消防警察服务守则》较详细地规定了火灾时消防警察的责任和扑救火灾时应遵守的事项。
目前建筑延作消防队驻地，并更名为“广州市越秀区文明路消防救援站”。